# Warren Farrell
Warren Farrell (n. 26 iunie 1943, New York City, New York, SUA) este un politolog și activist american care a devenit celebru prin susținerea, în anii '70, pentru al doilea val de feminism⁠(d). Ulterior, se va alătura de asemenea mișcării pentru drepturile bărbatului.